# Нектарка фіолетова
Некта́рка фіолетова (Nectarinia bocagii) — вид горобцеподібних птахів родини нектаркових (Nectariniidae). Мешкає в Центральній Африці. Вид названий на честь португальського натураліста Жозе Вісента Барбоза ду Бокаже.

## Поширення і екологія
Фіолетові нектарки мешкають в Демократичній Республіці Конго і Анголі. Вони живуть в саванах, у вологих тропічних лісах, на луках і болотах.